# کایزر جیپ
کایزر جیپ (انگلیسی: Kaiser Jeep) شرکت خودروسازی آمریکایی بود، که در سال ۱۹۵۳ تأسیس شد.